# Historia de Kiribati

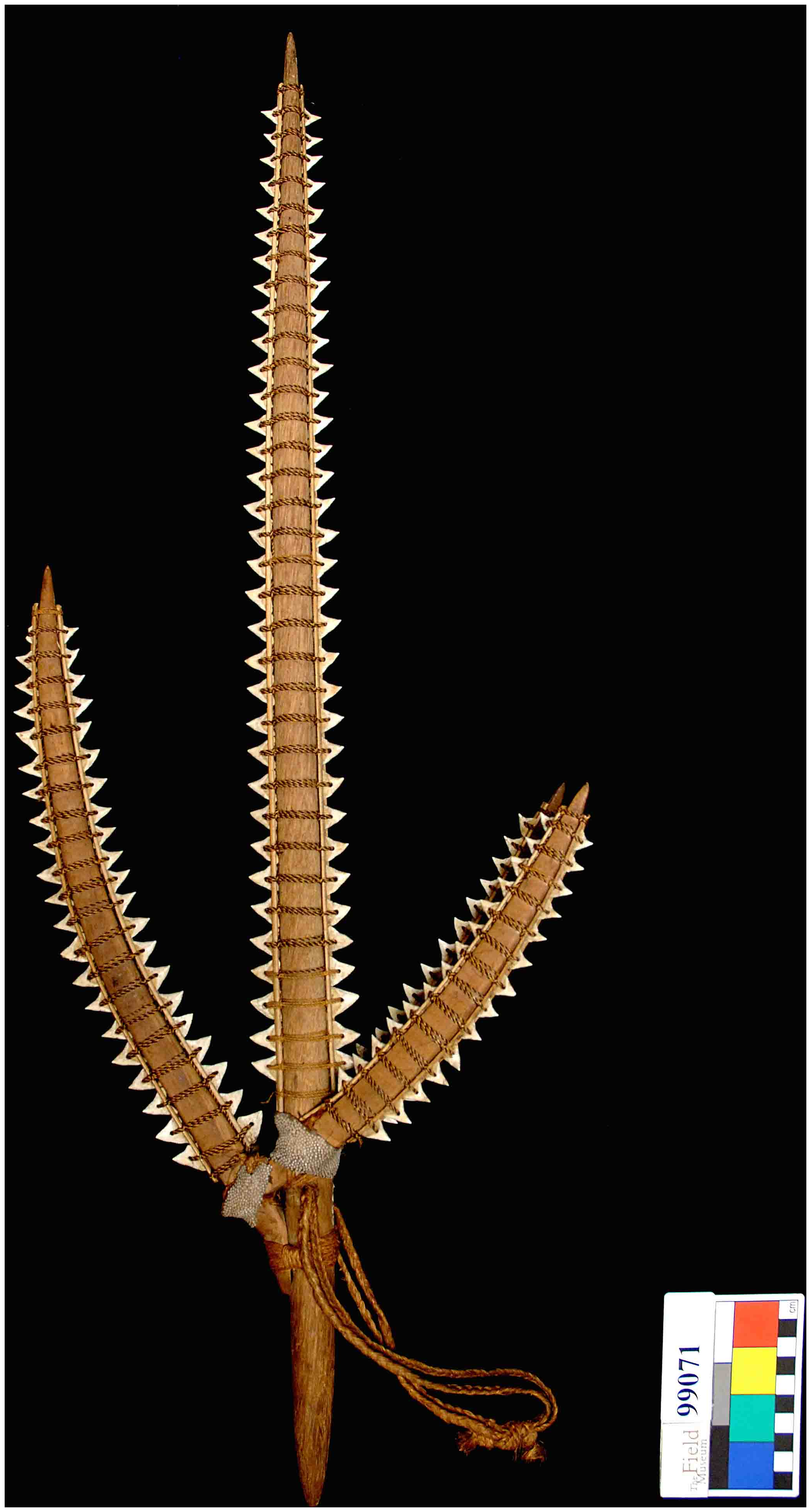
Arma de dientes de tiburón de las Islas Gilbert, fabricada a mediados y finales del.

Los i-Kiribati o gilberteses colonizaron las islas que se llamarían Gilbert hace entre 3000 y 2000 años. Posteriores invasiones de samoanos y tonganos introdujeron elementos de la cultura polinesia en la cultura micronesia previamente establecida. Asimismo, invasiones de fiyianos introdujeron elementos melanesios, pero los cruces entre las distintas etnias dieron como resultado una población razonablemente homogénea en aspecto, idioma y tradiciones.

## Época colonial
El contacto con europeos comenzó en el siglo XVI cuando Magallanes, Saavedra y Quirós descubrieron y conquistaron las islas del Papa Clemente VIII en 1520; las islas de la Reina Catalina en 1528 y la isla (La) Carolina en 1606 (el dominio español duró de 1528-1885); en esa época se llamaban las Islas de Santa Catalina, en honor a la reina Catalina de Aragón. Balleneros, comerciantes de esclavos y barcos mercantes llegaron en grandes números durante el siglo XIX, y la agitación resultante fomentó conflictos internos entre tribus e introdujo epidemias europeas. En un esfuerzo para restaurar el orden, las Islas Gilbert y Ellice fueron forzadas a someterse a un protectorado británico en 1892. La isla Banaba fue anexionada en 1901 tras el descubrimiento de ricos yacimientos de guano.
Los archipiélagos completos, junto con las Islas Fanning y Washington (Espóradas Ecuatoriales), se convirtieron en colonia británica en 1916, como parte de los Territorios británicos del Pacífico Occidental (una entidad colonial creada en 1877 y disputada por España, gobernada por un único alto comisionado) hasta 1971, sólo cinco años antes de su abolición. La mayor parte de las Espóradas Ecuatoriales incluyendo la isla Navidad, las islas Fénix e incluso las Islas de la Unión (Tokelau, hasta 1925) fueron incorporadas gradualmente durante los siguientes 20 años.
Japón ocupó parte de las islas durante la Segunda Guerra Mundial para convertirlas en sus defensas insulares. En noviembre de 1943, los aliados atacaron las posiciones japonesas en el atolón de Tarawa en las islas Gilbert, dando lugar a una de las batallas más sangrientas de la campaña del Pacífico.

## Autodeterminación
El Reino Unido comenzó a aplicar el autogobierno en las islas durante los años 1960. En 1975 las Islas Ellice se separaron de la colonia para formar el estado independiente de Tuvalu. Las Islas Gilbert obtuvieron un autogobierno interno en 1977, y tras las elecciones de febrero de 1978, se convirtieron formalmente en un estado independiente el 12 de julio de 1979 con el nombre de Kiribati (la versión de Gilberts en idioma gilbertés). Los Estados Unidos renunciaron a sus reclamos sobre 14 islas de los archipiélagos de Fénix y las Espóradas Ecuatoriales en el Tratado de Tarawa de 1979.
La política pos-independencia estuvo inicialmente dominada por el jefe de Estado más joven de la Commonwealth, Ieremia Tabai de sólo 29 años, el primer Beretitenti (Presidente, pronunciado "peresitensi") de Kiribati, que gobernó durante tres legislaturas de 1979 a 1991. Teburoro Tito (o Tiito, pronunciado "Sito") fue elegido Presidente en 1994 y reelegido en 1998 y 2002. Sin embargo, en las anteriores elecciones parlamentarias en 2002, los oponentes a Tito obtuvieron importantes victorias, y en marzo de 2003 fue objeto de una moción de censura (habiendo servido el máximo estipulado de tres legislaturas, la constitución no le permite presentare a una más). Su sustituto temporal fue Tian Otang, el presidente del Consejo de Estado. Siguiendo la constitución, se celebraron unas nuevas elecciones presidenciales, en las que dos hermanos, Anote y Harry Tong, fueron los dos principales candidatos (el tercero, Banuera Berina, sólo obtuvo un 9,1 %). Anote Tong, graduado en la Escuela Londinense de Economía, ganó el 4 de julio de 2003 y juró su cargo como presidente poco después.
Recientemente, los habitantes de Isla Banaba están llevando a cabo grandes intentos para separarse de Kiribati y obtener protección de Fiyi. Dado que Banaba fue devastada por la explotación del fosfato, la gran mayoría de los habitantes se trasladaron a la isla de Rabi (en el archipiélago de Fiyi) en los años 1940. Hoy en día poseen la ciudadanía de Fiyi. El gobierno de Kiribati ha respondido incluyendo varias disposiciones especiales en la constitución, como un asiento especial para Banaba en el parlamento y la devolución de las tierras previamente adquiridas por el gobierno para explotar el fosfato. Sólo quedan 200-300 personas en la isla de Banaba.